# Vodule
Vodule – wieś w Słowenii, w gminie Šentjur. W 2018 roku liczyła 116 mieszkańców.